# Лас Кетчуп
Лас Кетчуп е испанска дамска поп група, създадена от Мануел Руис.
Групата добива популярност през 2002 г. с песента The Ketchup Song, по-известна като Aserejé. Песента се превръща в тотален хит и оглавява първото място в над 10 държави, а сингълът е продаден около 7 милиона копия. В САЩ песента не успява да пробие на първо място, а хитът има и придружаващ танц.
Дебютният им албум е продаден в над 12 милона копия. Вторият сингъл на групата Kusha Las Payas събира умерен успех. На 3 декември 2002 групата прави концерт в София. През август 2020 г. групата отново е в България по случай фестивала „Spice Music Festival“.
След големия си успех групата решава за известно време да се скрие от светлините на прожекторите и те се завръщат през 2006 г. Към тях се присъединява и четвъртата сестра Росио. С новата си песен Un Blodymary участват в песения конкурс Евровизия, където групата го печели и представят Испания на финала в Атина. Групата завършва на 21-во място с 18 точки.

## Дискография

### Студийни албуми
- Hijas del Tomate (2002)
- Un Blodymary (2006)

### Сингли
- The Ketchup Song (Aserejé) (2002)
- Kusha Las Payas (2002)
- Un Blodymary (2006)

## Видеоклипове
| Видеоклип                                              | Премиера | Албум            |
| ------------------------------------------------------ | -------- | ---------------- |
| The Ketchup Song (Aserejé)                             | 2002     | Hijas del tomate |
| The Ketchup Song (Aserejé) (испанско-английска версия) | 2002     | Hijas del tomate |
| Kusha las payas                                        | 2002     | Hijas del tomate |
| Un blodymary                                           | 2006     | Un blodymary     |